# Marjukka Kaminen
Lotta Marjukka Kaminen, född 13 augusti 1948 i Seinäjoki, är en finländsk målare. 
Kaminen studerade vid Finlands konstakademis skola 1969 och vid New York Phoenix School of Design 1969 samt School of Visual Arts i New York 1970–1972. Hon har varit verksam i New York sedan 1970. Hennes huvudsakliga tekniker har varit akryl-, olje- och akvarellfärger. I början ägnade hon sig åt porträttmåleri, men har blivit mera känd för sina tilltalande abstrakta målningar i dämpade blågrå toner inspirerade av bland annat 1960-talets amerikanska konst sådan den tog sig uttryck till exempel hos Mark Rothko. Kaminen har även verkat som egyptologiska avdelningens föremålskonservator vid Metropolitan Museum of Art i New York 1970–1990 och som verksamhetsledare vid det finländska institutet för visuell konst i New York 1989–1992. 